# Jason Puncheon
Jason David Ian Puncheon (ur. 26 czerwca 1986 w Croydon, Londyn) – angielski skrzydłowy występujący w Huddersfield Town.
Puncheon rozpoczął profesjonalną karierę w Wimbledonie, na krótko przed przenosinami klubu do Milton Keynes. Swój debiut zaliczył 13 marca 2004 roku w wyjazdowym meczu przeciwko Walsall. Dla Wimbledonu zagrał ostatecznie w 8 spotkaniach Football League Division.
Dla zespołu Milton Keynes, Puncheon rozegrał 34 spotkania ligowe, w których zdobył 1 bramkę, w wygranym 1-0 spotkaniu z Torquay United.
W 2006 roku zaliczył dwa krótkie epizody w drużynach Fischer Athletic oraz Lewes.
W lecie 2006 roku podpisał kontrakt z występującym na czwartym szczeblu rozgrywek Barnet, w swoim debiucie przeciwko Hereford United zdobył bramkę, przyczyniając się do zwycięstwa 3-0. Łącznie dla ekipy z północnego Londynu rozegrał 78 spotkań ligowych, w których zdobył 15 bramek.
Dobra postawa w Barnet zaowocowała w czerwcu 2008 roku transferem do występującego na zapleczu Premier League, zespołu Plymouth Argyle. Pielgrzymi zapłacili za 22-leteniego skrzydłowego 250 tysięcy funtów. Puncheon nie poradził sobie jednak z przeskokiem z League 2 do Championship, zaliczając jedynie 6 spotkań w barwach Plymouth przed wypożyczeniem do Milton Keynes, występującego jedną klasę rozgrywkową niżej. W latach 2008–2010 był aż trzykrotnie wypożyczany do tego zespołu, zaliczając łącznie 49 meczów, w których zdobył 11 bramek.
30 stycznia 2010 roku Puncheon podpisał 3,5-letnią umowę z Southampton.
19 listopada 2010 roku został na krótki okres wypożyczony do Millwall, dla którego w 7 spotkaniach ligowych zdobył 5 bramek.
Podczas zimowego okna transferowego w 2011 roku, ponownie został wypożyczony, tym razem do końca sezonu do występującego w Premier League, Blackpool. W swoim debiucie w najwyższej klasie rozgrywkowe 5 lutego 2011 roku zdobył także pierwszą bramkę w przegranym 3-5 wyjazdowym spotkaniu z Evertonem. Jego 3 bramki w 11 spotkaniach nie uchroniły jednak drużyny przed spadkiem z Premier League.
1 września 2011 roku trafił na półroczne wypożyczenie do beniaminka Premier League - QPR. Nie zdołał się jednak przebić do pierwszego składu zaliczając jedynie 2 występy jako rezerwowy.
Po powrocie z QPR, Puncheon zagrał w 8 spotkaniach Southampton, pomagając drużynie w powrocie do Premier League. W sezonie 2012/13 stał się ważnym zawodnikiem drużyny, rozpoczynającym większość spotkań w pierwszym składzie.
21 sierpnia 2013 roku został wypożyczony do końca sezonu do Crystal Palace.